# HD 77411
HD 77411, TOI-2545 — одиночная звезда в созвездии Гидры на расстоянии приблизительно 340 световых лет (около 105 парсек) от Солнца. Визуальная звёздная величина звезды — +9,686m. Возраст звезды определён как около 4,23 млрд лет.
Вокруг звезды обращается, как минимум, одна планета.

## Характеристики
HD 77411 — жёлтый карлик спектрального класса G2, или G5. Масса — около 1,057 солнечной, радиус — около 1,21 солнечного, светимость — около 1,632 солнечной. Эффективная температура — около 5953 K.

## Планетная система
В 2022 году группой астрономов, работающих в рамках программы TESS, было объявлено об открытии планеты TOI-2545 b.